# Wolfbühl (Maierhöfen)
Wolfbühl (westallgäuerisch: Wolfbil dundə) ist ein Gemeindeteil der Gemeinde Maierhöfen im bayerisch-schwäbischen Landkreis Lindau (Bodensee).

## Geographie
Der Weiler liegt circa zwei Kilometer nordöstlich des Hauptorts Maierhöfen und zählt zur Region Westallgäu. Durch den Ort verläuft die Landesgrenze zwischen Bayern und Baden-Württemberg. Der östliche Teil des Ortes ist ein Wohnplatz, der in der Gemarkung Großholzleute im Gebiet der Stadt Isny im Allgäu liegt. Östlich der Ortschaft liegt das Naturschutzgebiet Hengelesweiher .

## Ortsname
Der Ortsname setzt sich aus dem Tiernamen Wolf sowie dem Grundwort -bühl zusammen und bedeutet (Siedlung am) Hügel, wo Wölfe leben.

## Geschichte
Die Ortschaft gehörte einst dem Kloster St. Georg in Isny an und später dem Gericht Grünenbach in der Herrschaft Bregenz. Wolfbühl wurde urkundlich erstmals im Jahr 1290 als Wolfbuhil erwähnt. Zu dieser Zeit besaß das Kloster Mehrerau Besitzungen im Ort. 1534 verbot der Vogt von Bregenz den Einwohnern den Besuch der Kirche in Isny, da diese evangelisch geworden war. Im Jahr 1771 fand die Vereinödung Wolfbühls mit drei Teilnehmern statt.

### Sebastianskapelle

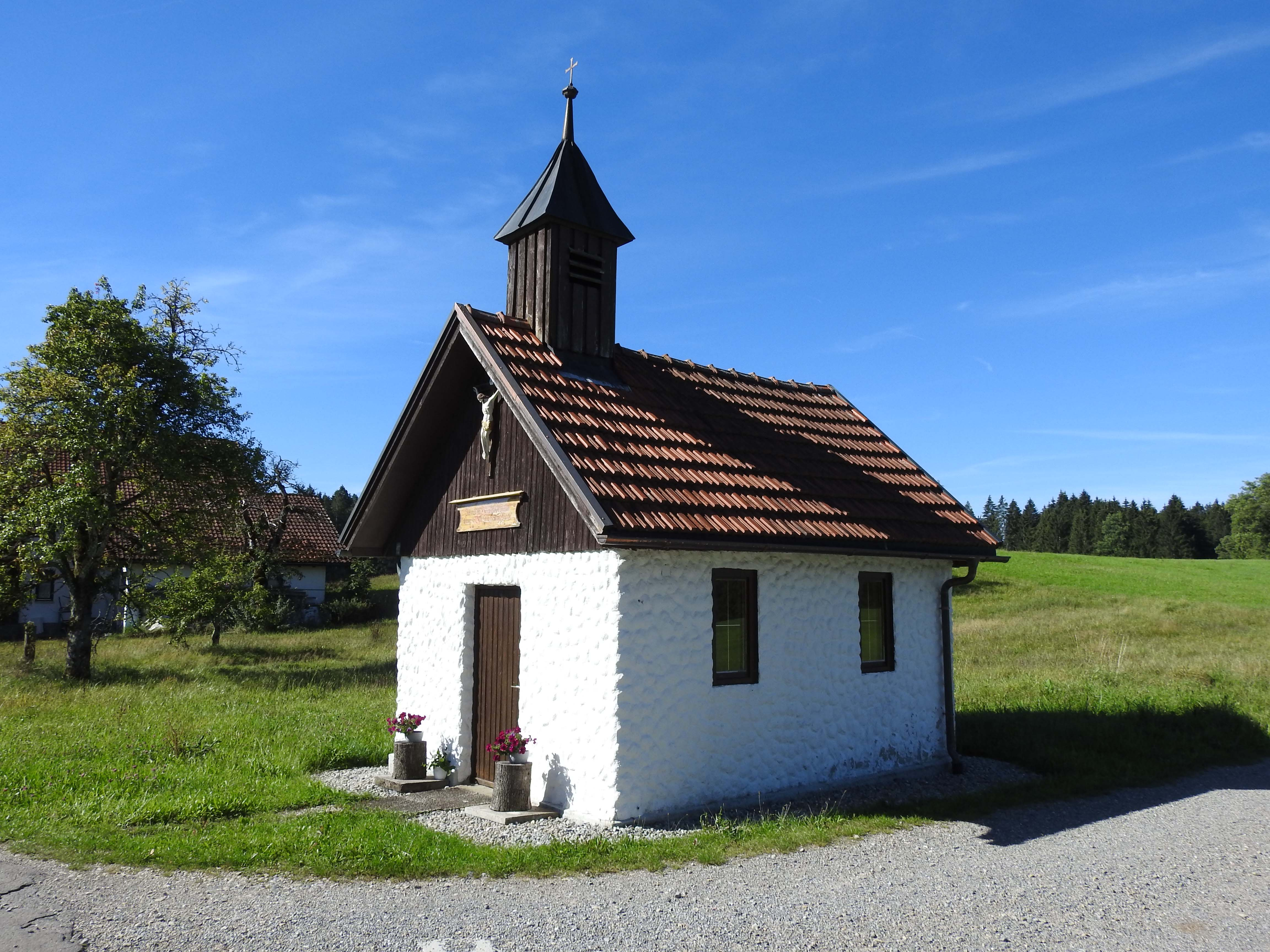
Sebastianskapelle

Die Sebastianskapelle wurde vermutlich im Jahr 1632 erbaut, da Altar und Glocke aus dieser Zeit stammen. Im Jahr 1991 wurde sie renoviert.

## Baudenkmäler
Siehe: Liste der Baudenkmäler in Wolfbühl